# Deutscher Flugbeobachtungsdienst, Luftrettungsstaffel Bayern
Der Deutsche Flugbeobachtungsdienst, Luftrettungsstaffel Bayern e. V. wurde 1968 gegründet. Er ist seit 1973 fester Bestandteil der Katastrophenschutzplanung und übernimmt im Freistaat Bayern die nachfolgenden Aufgaben:
- primär Waldbrandüberwachungsflüge bei Gefährdungslagen (erhöhte Waldbrandgefahr)

sowie auf Anforderung auch
- Beobachtungsaufgaben zur Überwachung und vorbeugenden Beobachtungen aus der Luft im Rahmen aller Katastrophenschutzaufgaben
- Beobachtungs- und Erfassungsaufgaben im Umwelt- und Naturschutz sowie zum Denkmalschutz
- Suche nach vermissten Personen oder Flugzeugen, Lawinenbeobachtung, Verkehrsüberwachung sowie Beobachtungsflüge bei Hochwasserlagen

Einsatzflüge finden auf Anordnung des Bayerischen Staatsministeriums des Innern, für Bau und Verkehr über die Mittelbehörden (Regierungen vor Ort) statt. Luftbeobachter unterstützen die Piloten.

## Organisation der Luftrettungsstaffel
Die Mitglieder der Luftrettungsstaffel Bayern sind 32 bayerische Luftsportvereine, die sich freiwillig verpflichten, ihre Flugzeuge und Piloten für Einsatzflüge in den insgesamt sieben Flugbereitschaften zur Verfügung zu stellen. Alle Aufgaben werden ausschließlich ehrenamtlich übernommen.
Einsatzpiloten der Luftrettungsstaffel bestätigt das Staatsministerium des Innern, für Bau und Verkehr. Sie erhalten einen Dienstausweis, der sie berechtigt und verpflichtet, auch außerhalb von Einsatzflügen Auffälligkeiten aus der Luft zu beobachten und zu melden. Sie dürfen dabei ggf. auch die vorgeschriebene Sicherheitsmindesthöhe unterschreiten und Außenlandungen durchführen.
Luftbeobachter für Beobachtungsflüge werden von den Forstämtern, den Feuerwehren und den Kreisbehörden gestellt und an der  Staatlichen Feuerwehrschule Würzburg ausgebildet.
Das Präsidium der Luftrettungsstaffel wird alle drei Jahre von den Mitgliedern gewählt.

## Aus- und Weiterbildung
Luftbeobachter und Einsatzpiloten erhalten eine Ausbildung und regelmäßige Schulungen durch die Luftrettungsstaffel. Diese finden in jeder der insgesamt sieben Flugbereitschaften statt. Geschult werden dabei die Einschätzung der Gefahr- und Ausbreitung von Waldbränden sowie feuerwehrtaktische und -technische Verfahren, Flugnavigation, Dokumentation mit Hilfe digitaler Fotografie bis hin zum Führen von Feuerwehrfahrzeugen aus der Luft in unwegsamen Waldgebieten mit analogem oder digitalem Funk bzw. alternativ auch bei Funkausfall mit Flugzeugzeichen. Bayerisches Schulungszentrum ist die Staatliche Feuerwehrschule Würzburg.